# Gamarús de les pagodes
El gamarús de les pagodes (Strix seloputo) és una espècie d'ocell de la família dels estrígids (Strigidae). Habita els boscos del sud de Myanmar, Tailàndia, Cambodja, Vietnam, Malaia, Java i les illes Palawan i Calamian, a les Filipines. El seu estat de conservació es considera de risc mínim.